# 東祖谷釣井
東祖谷釣井（ひがしいやつるい）は、徳島県三好市の町名。郵便番号は778-0206。

## 地理
三好市の南部に位置。北は東祖谷今井・東祖谷和田、東から南は東祖谷元井、西は西祖谷山村閑定とそれぞれ接する。地域内には江戸時代に建てられた国の登録有形文化財に登録されている篪庵がある。

### 河川
- 祖谷川
- 熊谷川

## 歴史
- 2006年（平成18年）3月1日 - 三好郡東祖谷山村が三野町・池田町・山城町・井川町・西祖谷山村と合併して三好市が発足し、現在の町名となる。

## 世帯数と人口
2021年（令和3年）12月31日現在の世帯数と人口は以下の通りである。
| 町丁       | 世帯数 | 人口 |
| ---------- | ------ | ---- |
| 東祖谷釣井 | 28世帯 | 39人 |

## 小・中学校の学区
市立小・中学校に通う場合、学区は以下の通りとなる。
| 番地 | 小学校               | 中学校               |
| ---- | -------------------- | -------------------- |
| 全域 | 三好市立東祖谷小学校 | 三好市立東祖谷中学校 |

## 施設
- 篪庵 - 国の登録有形文化財。
- 五社神社
- 木村家住宅ー国指定重要文化財　母屋１９７６年　隠居屋及び敷地２０１９年指定

## 交通

### 鉄道
- 最寄駅はJR土讃線の大歩危駅。